# Worowice (Mazovie)
Pour les articles homonymes, voir Worowice.
Worowice (prononciation : [vɔrɔˈvit͡sɛ]) est un village polonais de la gmina de Bulkowo dans le powiat de Płock de la voïvodie de Mazovie dans le centre-est de la Pologne.
Il se situe à environ 11 kilomètres au nord-ouest de Bulkowo (siège de la gmina), 24 kilomètres au nord-est de Płock (siège du powiat) et à 82 kilomètres au nord-ouest de Varsovie (capitale de la Pologne).

## Histoire
De 1975 à 1998, le village appartenait administrativement à la voïvodie de Płock.